# Marle
Marle är en kommun i departementet Aisne i regionen Hauts-de-France i norra Frankrike. Kommunen ligger  i kantonen Marle som ligger i arrondissementet Laon. År 2022 hade Marle 2 224 invånare.

## Befolkningsutveckling
Antalet invånare i kommunen Marle
Referens: INSEE